# Holztafelbild

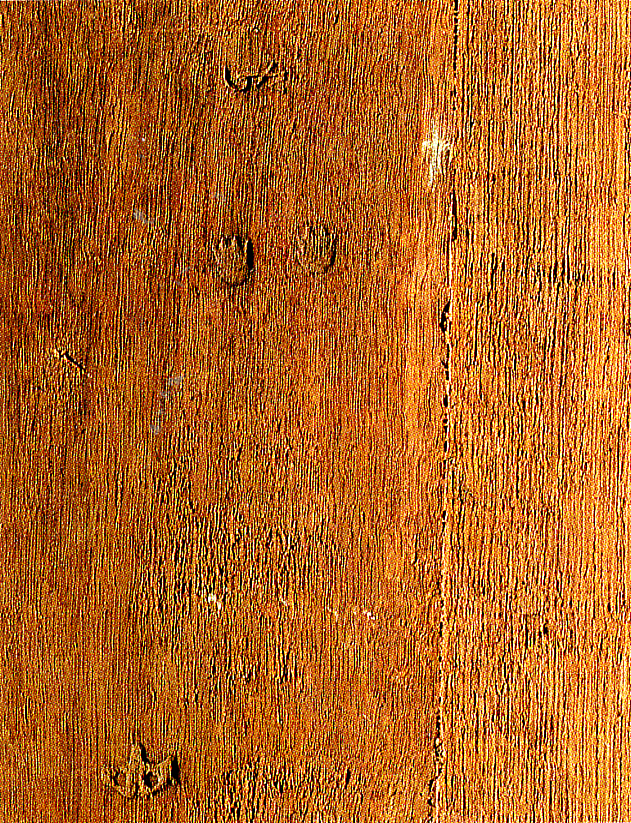
Auf der Rückseite des Holztafelbildes sind die Hände und die Burg aus dem Antwerpener Stadtwappen eingebrannt, sowie die Hausmarke des Tafelmachers eingeschlagen. Das bedeutet, dass das Holztafelbild im 17. Jahrhundert in Antwerpen entstanden ist.

Als Holztafelbild bezeichnet man in der Kunstgeschichte ein auf Holz gemaltes Gemälde. Bis ins 15. Jahrhundert ist Holz der einzige Bildträger in der europäischen Tafelmalerei. Im Laufe des 16. Jahrhunderts wird das Holztafelbild langsam vom Leinwandgemälde ersetzt. Erst im 19. Jahrhundert findet man wieder kleinere Gemälde auf sehr glatt bearbeiteten Holztafeln.
Im hölzernen Bildträger liegen eine Fülle von Informationen für die Gemäldebestimmung. So ist es möglich, allein mit Hilfe der Holzarten, der Art und Weise, wie ein Bildträger hergestellt wurde (Werkspuren, Brettschnitt), und der Untersuchung der Jahresringe (Dendrochronologie) eine vorsichtige zeitliche und örtliche Einordnung des Holztafelbildes vorzunehmen.

## Holzart
Holztafelbilder bestehen aus Brettern europäischer und seit dem 17. Jahrhundert auch überseeischer Bäume. Die Bestimmung der Holzart eines Bildträgers erlaubt vorsichtige Rückschlüsse auf Ort und gelegentlich auch Zeit seiner Entstehung und damit auch des Gemäldes, das auf ihm gemalt wurde. Die Holzart eines Bildträgers wird mit Hilfe der mikroskopischen Untersuchung (Mikrountersuchung) anhand ihrer artspezifischen Zellstruktur bestimmt.
Nach den Untersuchungen Jacqueline Marettes wurde in Italien zu über 90 % Pappelholz, zu 2–3 % Walnussbaum und Tanne verwendet; in Deutschland Tanne, Linde, Fichte, und Eiche (alle um 20 %); in den Niederlanden Eiche (100 %) und ganz vereinzelt überseeische Hölzer wie Teakholz und Mahagoni; in Spanien Kiefer (42 %) und Pappel (36 %); in Portugal Eiche (82 %) und Edelkastanie (13 %).  

## Werkspuren

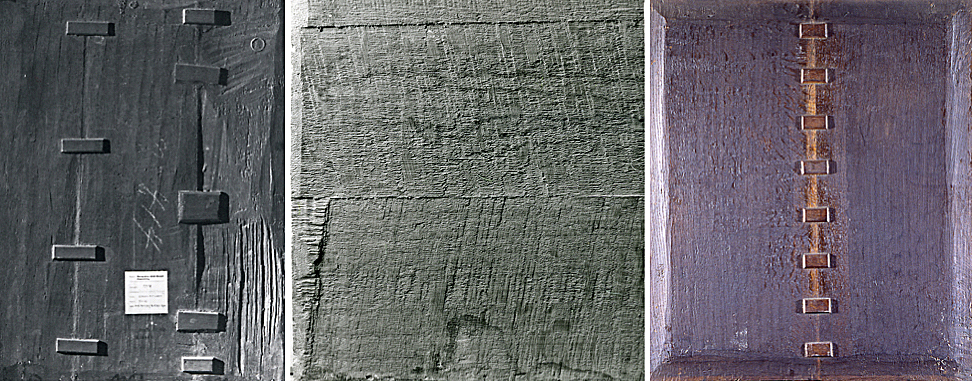
Mit Hilfe der Bearbeitungsspuren auf der Rückseite eines Holztafelbildes bekommt man erste Anhaltspunkte über seine Entstehungszeit. Niederländische Eichenholztafeln mit Faserrissen (linke Abb. rechts unten) und Sägespuren (Mitte) sind in der Regel vor dem 17. Jahrhundert entstanden. Eine glatt bearbeitete Rückseite mit abgefasten Rändern im 17. Jahrhundert.

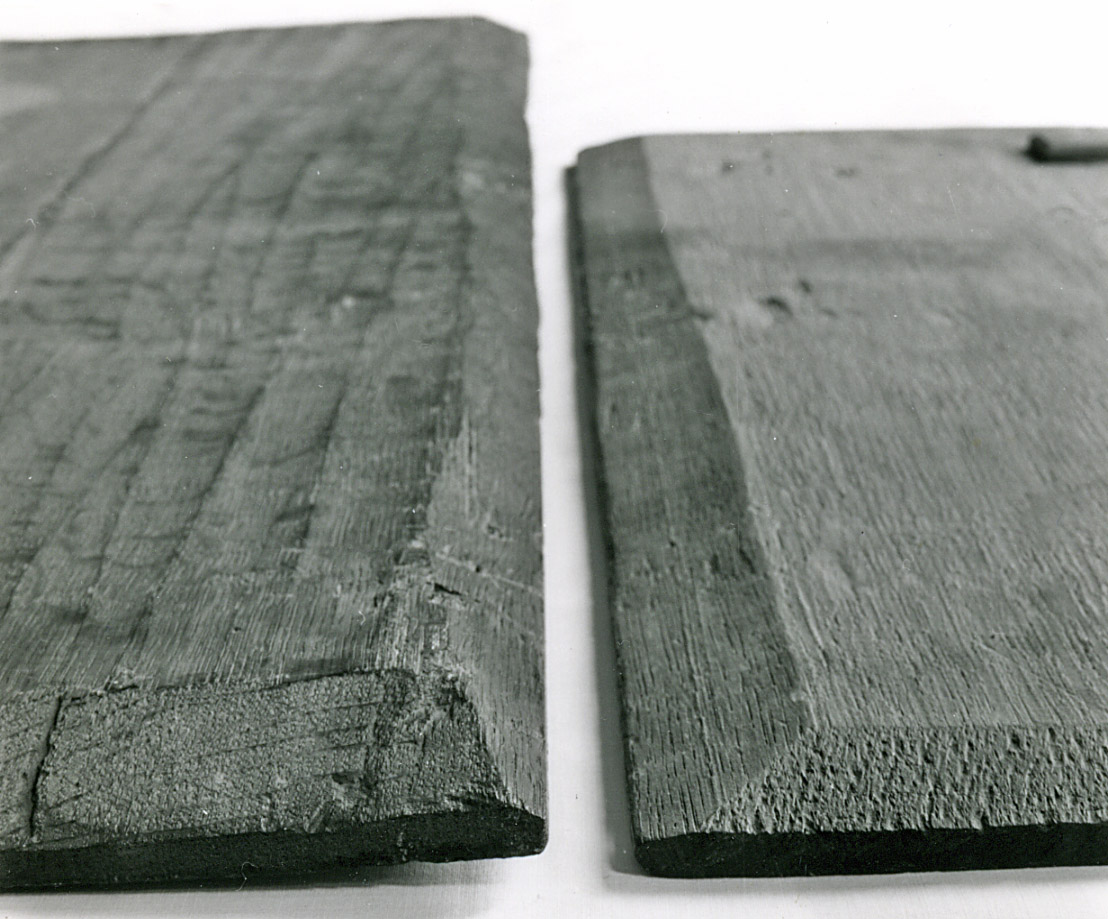
Auch die Dicke/Stärke der niederländischen Tafeln des 16. und 17. Jahrhunderts ist unterschiedlich. Die Holztafeln des 16. Jahrhunderts sind auffallend dicker/stärker (links) und häufig auch „grober“ bearbeitet.

Werkspuren oder Bearbeitungsspuren können, in einem gewissen Umfang, ebenfalls Auskunft über das Alter eines Gemäldes geben. Im Mittelalter wurden die Holzbretter nicht aus dem Stamm gesägt, sondern aus dem Stamm gespalten. Deshalb sind vereinzelt bis ins 16. Jahrhundert die Rückseiten von Holztafelbildern nicht glatt, sondern zeigen herausgerissene Holzfasern. Charakteristische Sägespuren finden sich erst bei Holztafelbildern des 15. und 16. Jahrhunderts. Besonders die holländischen Tafelmacher des 17. Jahrhunderts versahen ihre Bildtafeln mit breiten Fasen. Auch die Dicke/Stärke der niederländischen Tafeln des 16. und 17. Jahrhunderts ist unterschiedlich. Die Holztafeln des 16. Jahrhunderts sind auffallend dicker/stärker und häufig auch „grober“ bearbeitet.

## Brettschnitt

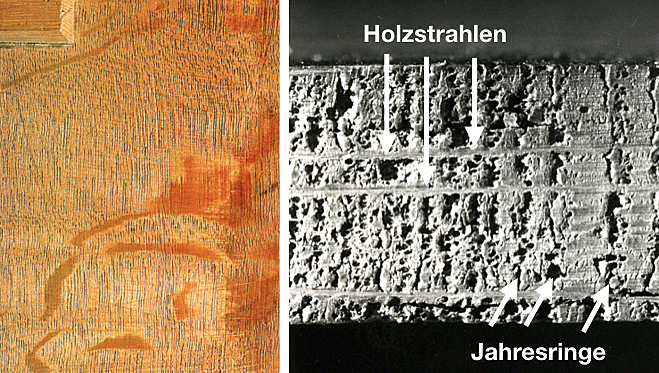
Die niederländische Tafel ist perfekt aus dem Stamm geschnitten (Kernholzbrett). Dies erkennt man an den „Spiegeln“ auf der Rückseite (Abb. links) und den stehenden Jahresringen an der Hirnholzseite.

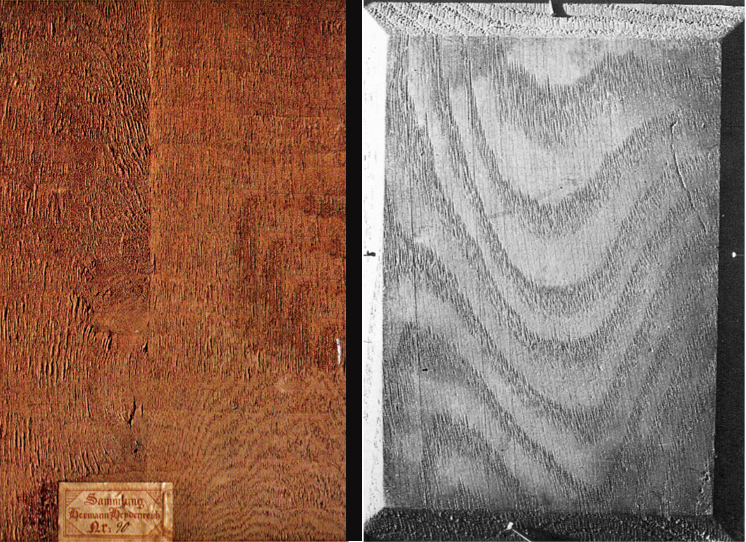
Auf den beiden Tafeln sollen sich niederländische Gemälde des 17. Jahrhunderts befinden. Dies kann nicht der Fall sein, weil es sich um tangential aus dem Stamm geschnittene Bretter handelt.

Die Stabilität und das Verhalten eines Holztafelbildes hängen davon ab, wie die einzelnen Bretter aus dem Baumstamm gekeilt oder gesägt wurden, d. h. vom fachgerechten Brettschnitt. Am stabilsten sind, im Hinblick auf Arbeiten und Verwölbung, die radial geschnittenen Kernbretter. Niederländische Holztafelbilder des 14.–17. Jahrhunderts bestehen immer aus Kernholzbrettern d. h., Brettern mit stehenden Jahrringen. Ist das bei einem niederländischen Gemälde nicht der Fall, kann seine Echtheit fraglich sein.
Anders ist dies bei den in der Regel sehr viel dickeren/stärkeren italienischen Pappelholztafeln die überwiegend tangential geschnitten sind und nicht selten schräg verlaufende bis liegende Jahresringe aufweisen.

## Brandmarken / Schlagmarken

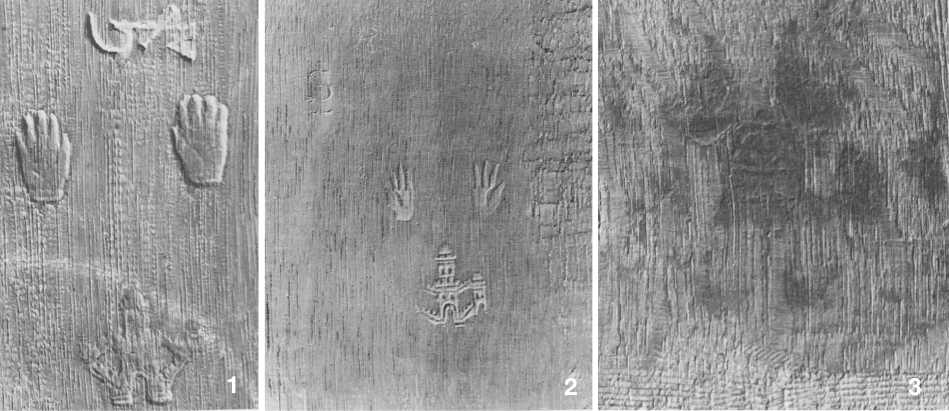
Aufgrund einer Verordnung der Antwerpener St. Lukasgilde brannte man in die Bildträger, die die vorgeschriebene Qualität besaßen, die Burg und die Hände aus dem Antwerpener Stadtwappen. Auch die Tafelmacher schnitten, schlugen oder brannten ihr Monogramm oder Hausmarke in die Tafel. Diese Marken wurden auch gefälscht (3)

Einige Eichenholztafeln besitzen Brand- oder Schlagmarken, die ihre Herstellung in Antwerpen belegen. Aufgrund einer Verordnung der Antwerpener St. Lukasgilde aus dem Jahre 1470 brannte man in Holztafeln, die die vorgeschriebene Qualität besaßen, die Hände aus dem Antwerpener Stadtwappen und nach Abnahme der Malerei die Burg aus dem gleichen Wappen. Auch die Tafelmacher ritzten, schlugen oder brannten ihr Monogramm oder ihre Hausmarke in die Tafel.
Die beschriebenen Brand- oder Schlagmarken findet man nur auf Antwerpener Eichenholztafeln des 16. und 17. Jahrhunderts. Für keine andere Kunstregion sind bisher vergleichbare Markierungen auf der Gemälderückseite festgestellt worden. Allerdings findet man vereinzelt auch Gemälde holländischer Künstler auf Tafeln mit den diesen Brandmarken. Es ist anzunehmen, dass diese Tafeln entweder als Handelsware nach Holland kamen oder der holländische Künstler die Tafel bei einem Aufenthalt in Antwerpen bemalte.
Die Brandmarken treten in verschiedenen Variationen auf. Vermutlich handelt es sich um eine Weiterentwicklung der beiden Motive im Laufe der Jahrzehnte. Während auf frühen Tafeln z. B. die Burg nur in Umrissen angedeutet ist, wird sie auf späteren Bildträgern, dem Stadtwappen entsprechend, in allen Einzelheiten dargestellt.
Die Brandmarken sind leicht nachzuahmen und so findet man sie gelegentlich auch auf den Rückseiten von gefälschten Holztafelbildern.